# Merk KGaA
Merk KGaA je nemačka hemijska i farmaceutska kompanija. On posluje kao EMD Chemicals u SAD-u i Kanadi. Merk je takođe poznat kao nemački Merk i Merk iz Darmštata. On je osnovan u Darmštatu, Nemačka, 1668, što ga čini najstarijom hemijskom i farmaceutskom kompanijom. Merk je bio privatnom vlasništvu do 1995, kad je postao javna kompanija. Merk familija još uvek kontroliše većinu (≈70%) deonica kompanije.
Nakon Prvog svetskog rata, Merk je izgubio vlasništvo nad svojim stranim operacijama, među kojima je bila njegova Merck & Co. podružnica u SAD-u. Merck & Co., koji posluje kao Merck Sharp i Dohme (MSD) izvan SAD-a i Kanade, je nezavisna kompanija.
Merk KGaA posluje uglavnom u Europi, Africi, Aziji, Okeaniji i Latinskoj Americi. Pošto Merck & Co. poseduje prava na ime Merck u SAD-u i Kanadi, kompanija posluje pod imenom EMD Chemicals u Severnoj Americi. To ime je formirano od inicijala Emanuel Merk, Darmštat.

## Literatura
1. 1 2 3 4 5 6  „Annual Report 2010” (PDF). Merck. Приступљено 21. 2. 2011.

## Spoljašnje veze
- Merk KGaA
- Merk i MDMA